# Nederlandse kampioenschappen indooratletiek 1982
De Nederlandse kampioenschappen indooratletiek 1982 werden op 20 en 21 februari in de Ahoyhal in Rotterdam gehouden.
Tijdens deze kampioenschappen werd een zestal Nederlandse indoorrecords verbeterd: Els Vader liet op de 60 m een tijd noteren van 7,30 s en op de 200 m 23,57. Elly van Hulst legde de 3000 m af in 9,14,6, terwijl Erik de Bruin bij het kogelstoten tot een afstand kwam van 17,32 m. De 21,55 s op de 200 m en de in zijn serie gelopen 47,67 s op de 400 m van Marcel Klarenbeek waren eveneens recordprestaties, maar aangezien er voor deze twee laatste prestaties nooit recordaanvragen zijn ingediend, zijn beide nooit opgenomen geworden in de nationale recordlijst.

## Uitslagen

### 60 m
| rang   | atleet          | prestatie |
| ------ | --------------- | --------- |
| Goud   | Mario Westbroek | 6,82 s    |
| Zilver | Sammy Monsels   | 6,84 s    |
| Brons  | Ed Pirau        | 6,90 s    |

| rang   | atlete            | prestatie |
| ------ | ----------------- | --------- |
| Goud   | Els Vader         | 7,32 s    |
| Zilver | Nelli Cooman      | 7,45 s    |
| Brons  | Marjan Olijslager | 7,61 s    |

### 200 m
| rang   | atleet            | prestatie |
| ------ | ----------------- | --------- |
| Goud   | Marcel Klarenbeek | 21,55 s   |
| Zilver | Diederick Everts  | 22,24 s   |
| Brons  | Dick Jorissen     | 22,52 s   |

| rang   | atlete                 | prestatie |
| ------ | ---------------------- | --------- |
| Goud   | Els Vader              | 23,57 s   |
| Zilver | Marjo van Agt-Ruijters | 25,18 s   |
| Brons  | Liliane Mandema        | 25,33 s   |

### 400 m
| rang   | atleet          | prestatie |
| ------ | --------------- | --------- |
| Goud   | Henk Kraayenhof | 49,18 s   |
| Zilver | Hans Verroen    | 49,51 s   |
| Brons  | Rob Mahieu      | 50,05 s   |

| rang   | atlete            | prestatie |
| ------ | ----------------- | --------- |
| Goud   | Ingrid Stoot      | 55,24 s   |
| Zilver | Janneke Bosma     | 56,19 s   |
| Brons  | Jacqueline Spaans | 57,12 s   |

### 800 m
| rang   | atleet          | prestatie |
| ------ | --------------- | --------- |
| Goud   | Arno Körmeling  | 1.49,96   |
| Zilver | Erik van Amstel | 1.50,31   |
| Brons  | Frans Witpeerd  | 1.55,56   |

| rang   | atlete         | prestatie |
| ------ | -------------- | --------- |
| Goud   | Elly van Hulst | 2.15,27   |
| Zilver | Alie Monsma    | 2.15,71   |
| Brons  | Ingrid Jonkman | 2.18,70   |

### 1500 m
| rang   | atleet     | prestatie |
| ------ | ---------- | --------- |
| Goud   | Klaas Lok  | 3.48,18   |
| Zilver | Joost Borm | 3.48,66   |
| Brons  | Cor Louws  | 3.49,47   |

| rang   | atlete         | prestatie |
| ------ | -------------- | --------- |
| Goud   | Elly van Hulst | 4.20,45   |
| Zilver | Alie Monsma    | 4.23,33   |
| Brons  | Karin de Nijs  | 4.23,63   |

### 3000 m
| rang   | atleet         | prestatie |
| ------ | -------------- | --------- |
| Goud   | Klaas Lok      | 8.19,94   |
| Zilver | Marti ten Kate | 8.26,20   |
| Brons  | Jan Zethof     | 8.32,88   |

| rang   | atlete          | prestatie |
| ------ | --------------- | --------- |
| Goud   | Elly van Hulst  | 9.14,6    |
| Zilver | Carla Beurskens | 9.18,1    |
| Brons  | Tineke Kluft    | 10.00,4   |

### 5000 m snelwandelen
| rang   | atleet                     | prestatie |
| ------ | -------------------------- | --------- |
| Goud   | Dirk Maassen van der Brink | 23.31,54  |
| Zilver | Hans van der Knaap         | 23.59,32  |
| Brons  | Jan Cortenbach             | 24.28,40  |

### 60 m horden
| rang   | atleet          | prestatie |
| ------ | --------------- | --------- |
| Goud   | Paul Wijnbergen | 8,11 s    |
| Zilver | Robert de Wit   | 8,16 s    |
| Brons  | Henk Kort       | 8,23 s    |

| rang   | atlete           | prestatie |
| ------ | ---------------- | --------- |
| Goud   | Marjan Olyslager | 8,47 s    |
| Zilver | Anke van Heijst  | 8,72 s    |
| Brons  | Olga Commandeur  | 8,77 s    |

### hoogspringen
| rang   | atleet           | prestatie |
| ------ | ---------------- | --------- |
| Goud   | Raymond de Vries | 2,08 m    |
| Zilver | Aldo Uijldert    | 2,08 m    |
| Brons  | Marco Schmidt    | 2,05 m    |

| rang   | atlete             | prestatie |
| ------ | ------------------ | --------- |
| Goud   | Rixt Meines        | 1,75 m    |
| Zilver | Jacqueline de Jong | 1,75 m    |
| Brons  | Sylvia Barlag      | 1,75 m    |
| Brons  | Edwaria Sardjoe    | 1,75 m    |

### hink-stap-springen
| rang   | atleet                 | prestatie |
| ------ | ---------------------- | --------- |
| Goud   | Peter van Leeuwen      | 15,55 m   |
| Zilver | Anne-Jan van der Veen  | 15,39 m   |
| Brons  | Aafbrecht van der Veen | 14,69 m   |

### polsstokhoogspringen
| rang   | atleet             | prestatie |
| ------ | ------------------ | --------- |
| Goud   | Chris Leeuwenburgh | 4,70 m    |
| Zilver | Frans van der Ham  | 4,70 m    |
| Brons  | Ron Schenk         | 4,60 m    |
| Brons  | Gijsbert de Ruiter | 4,60 m    |

### verspringen
| rang   | atleet            | prestatie |
| ------ | ----------------- | --------- |
| Goud   | Peter van Leeuwen | 7,30 m    |
| Zilver | Ben Vroom         | 7,25 m    |
| Brons  | Jeroen Bronwasser | 7,14 m    |

| rang   | atlete            | prestatie |
| ------ | ----------------- | --------- |
| Goud   | Edine van Heezik  | 6,24 m    |
| Zilver | Marjan Olijslager | 6,17 m    |
| Brons  | Olga Commandeur   | 6,14 m    |

### kogelstoten
| rang   | atleet        | prestatie |
| ------ | ------------- | --------- |
| Goud   | Erik de Bruin | 17,32 m   |
| Zilver | Wim de Wolff  | 16,08 m   |
| Brons  | Nico Kriatkow | 15,21 m   |

| rang   | atlete         | prestatie |
| ------ | -------------- | --------- |
| Goud   | Betty Bogers   | 13,97 m   |
| Zilver | Tine Schenkels | 13,82 m   |
| Brons  | Isaline Hage   | 13,22 m   |

1969 · 
1970 · 
1971 · 
1972 · 
1973 · 
1974 · 
1975 · 
1976 · 
1977 · 
1978 · 
1979 ·
1980 · 
1981 · 
1982 · 
1983 · 
1984 · 
1985 · 
1986 · 
1987 · 
1988 · 
1989 · 
1990 · 
1991 · 
1992 · 
1993 · 
1994 · 
1995 · 
1996 · 
1997 · 
1998 · 
1999 · 
2000 · 
2001 · 
2002 · 
2003 · 
2004 · 
2005 · 
2006 · 
2007 · 
2008 · 
2009 · 
2010 · 
2011 · 
2012 · 
2013 · 
2014 ·
2015 ·
2016 ·
2017 ·
2018 ·
2019 · 
2020 · 
2021 · 
2022 · 
2023 · 
2024 · 
2025